# 卡姆亞內 (盧甘斯克州)
48°9′35″N 39°9′50″E / 48.15972°N 39.16389°E
卡姆亞內（烏克蘭語：Кам'яне）是位於烏克蘭東部的市級鎮，由盧甘斯克州羅韋尼基區的安特拉齊特市鎮負責管轄。該鎮處於大卡緬卡河畔，始建於1787年，面積2.4平方公里，海拔高度289米，2011年人口2,758，人口密度每平方公里1,149.2人。